# 村松山寿

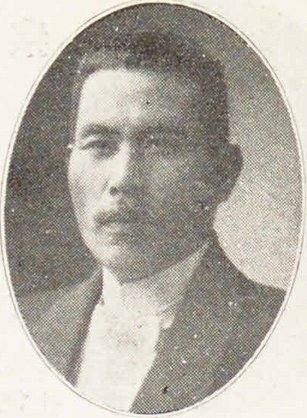
村松山寿

村松 山寿（むらまつ さんじゅ、1867年3月10日（慶応3年2月5日） - 1937年（昭和12年）10月18日）は、衆議院議員（立憲同志会→憲政会）、弁護士。村松亀一郎の従兄弟。

## 経歴
陸奥国登米郡西郡村（現在の宮城県登米市）出身。1888年（明治21年）よりアメリカ合衆国に留学し、ミシガン州立大学法学部を卒業した。帰国後、第二高等学校の講師となったが、辞して1894年（明治27年）から仙台市に弁護士事務所を開いた。1901年（明治34年）にはシャムとイギリスの弁護士資格を取得し、バンコクに事務所を開いた。帰国後は東京や仙台で弁護士の業務に従事した。
1915年（大正4年）、第12回衆議院議員総選挙に出馬し、当選した。